# Financial Ombudsman Service
El Financial Ombudsman Service (en castellano: Servicio del Defensor del Pueblo Financiero) es un defensor del pueblo en el Reino Unido. Fue creado en 2000, y recibió facultades estatutarias en 2001 por la Ley de Mercados y Servicios Financieros de 2000, para ayudar a resolver disputas entre consumidores y empresas con sede en Reino Unido que brindan servicios financieros, tales como bancos, sociedades de crédito hipotecario, compañías de seguros, sociedades de inversión, asesores y sociedades financieras.

## Visión de conjunto
El Financial Ombudsman Service puede atender las quejas de los consumidores sobre la mayoría de los asuntos financieros como banca, seguros, hipotecas, pensiones, ahorros e inversiones, tarjetas de crédito y tarjetas de tiendas, préstamos y crédito, compra a plazos y casas de empeño, asesoramiento financiero, acciones, títulos valores, fideicomisos unitarios y bonos.
Desde noviembre de 2009, los operadores de transferencia de dinero también quedaron bajo el mandato del Defensor del Pueblo.
Antes de que el ombudsman pueda intervenir, el consumidor primero debe acudir a la empresa con la que no está contenta y darle la oportunidad de solucionarlo internamente, antes de que el servicio del ombudsman pueda tomar una decisión sobre la disputa. Si no lo resuelve en 8 semanas o el consumidor no está satisfecho con la respuesta, puede remitir la queja al servicio del ombudsman.
El defensor del pueblo tiene la autoridad para solicitar o exigir que una empresa ofrezca una compensación financiera, corrija el expediente crediticio de un consumidor u ofrezca una disculpa, como medio de resolución de disputas.

## Defensores del pueblo principales
- Walter Merricks, 2000-2009
- Natalie Ceeney, 2010-2013
- Caroline Wayman, 2014 al presente